# Crucifixion de Pavlovo-Obnorski
La Crucifixion de Pavlovo-Obnorski est une icône qui provient du Monastère Saint-Paul de l’Obnora dans l'oblast de Vologda en Russie. Elle fait partie du registre des fêtes de l'iconostase de la Cathédrale de la Trinité du monastère.
Elle est exposée aujourd'hui à la Galerie Tretiakov à Moscou. Le peintre d'icônes Dionisius l'a réalisée en 1500. L'historien d'art russe Gerold Vzdornov (1936-) la qualifie d'icône la plus poétique de toute l'histoire de la Russie ancienne.  
Selon Konrad Onasch, cette attribution à Dionisius, n'est pas absolument certaine. Mais les silhouettes élancées sont selon lui typiques de son art. Leur minceur a par ailleurs quelque chose d'une intériorisation gothique qui diffère des conceptions de Roublev.  

## Description
Les personnages ont des silhouettes minces et allongées. Les bras et les têtes sont de petite taille par rapport à la stature des personnages. Le corps du Christ semble suspendu dans l'air. Les traits des visages, même celui du Christ, sont relativement placides et n'expriment pas de souffrance, face au destin tragique qui s'accomplit. Les personnages sont immobiles mais se situent sur des plans différents, donnant une certaine profondeur à l'icône. Ils se répartissent de chaque côté de la croix, axe de symétrie, de façon inégale. Les Saintes Femmes qui soutiennent la Vierge à gauche forment un groupe plus nombreux, auquel répondent à droite Saint Jean et Longin le Centurion. L'impression de fragilité et la posture des personnes est soulignée par ce déséquilibre.   
Au-dessous des bras de la croix, deux d'anges accompagnent des allégories : celle de l'Église qui s'approche du Christ, devant le premier ange, et celle de la Synagogue, rejetée vers la droite par le second. Au-dessus d'eux deux autres anges symétriques pleurent.   
De puissants contrastes opposent le noir de la croix, les coloris foncés des vêtements et les tons clairs du fond de l'icône et du périzonium, cachant la nudité du Christ. Les rouges, les verts, l'ocre doré donnent à l'ensemble de la composition un caractère rayonnant. Le même ocre est utilisé pour le corps du Christ et les visages des personnages, les unissant par un lien harmonieux.   
L'icône s'inspire de la Crucifixion de Prokhor de Gorodets peinte pour la Cathédrale de l'Annonciation de Moscou, ou encore de celle de la Laure de la Trinité Saint-Serge, attribuée par l'historien d'art russe Victor Lazarev à Andreï Roublev.   
Pour l'historien d'art Mikhaïl Alpatov, au lieu d'être statique, la scène est une élévation. L'attention est attirée sur ce qui se passe dans le ciel. Les anges forment de petites figurines ascendantes et une guirlande autour de la croix. Elles encadrent comme des fleurs la figure du Christ. Ces écarts à peine discernables par rapport aux canons artistiques différencient cette œuvre de Dionisius de toutes les autres icônes russes sur le même sujet. L'œuvre marque, selon Alpatov, une explosion du génie artistique du peintre.   

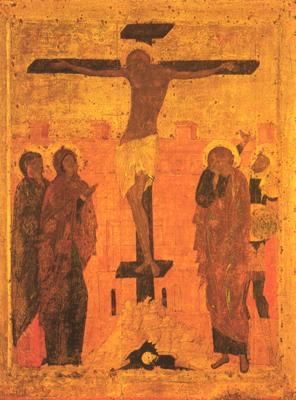
Crucifixion par Prokhor de Gorodets (Cathédrale de l'Annonciation de Moscou).
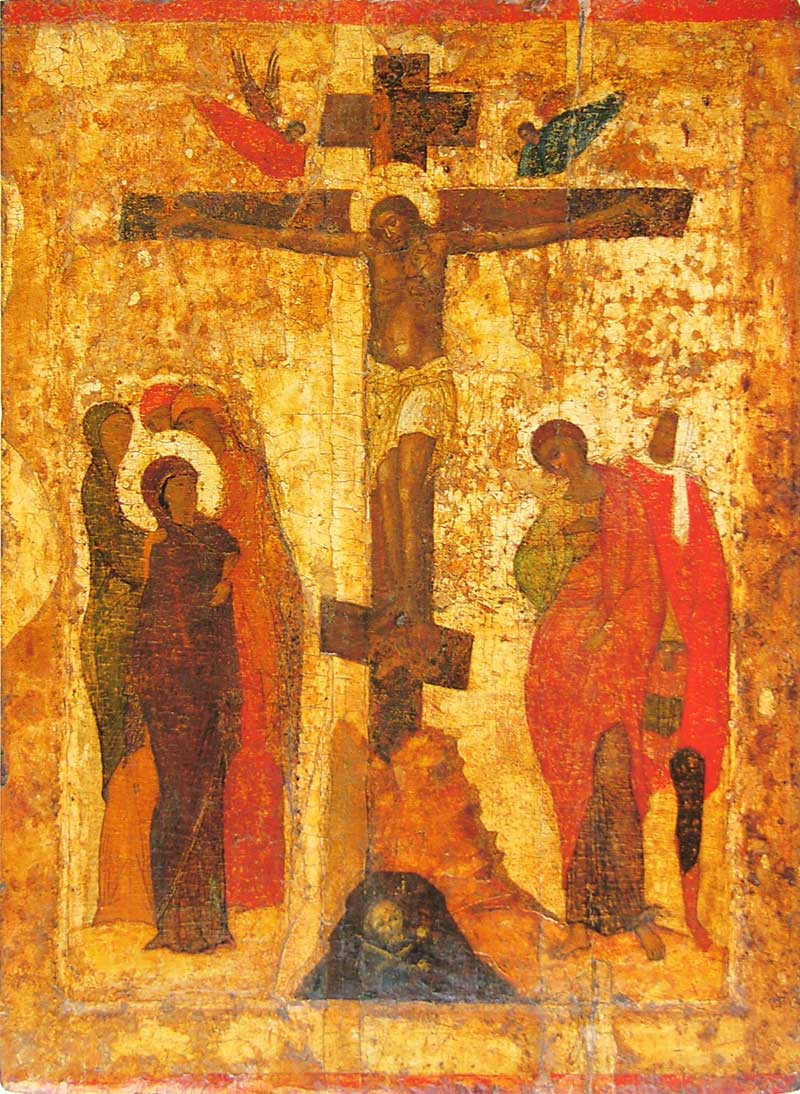
Crucifixion par Andreï Roublev (1420, Sergiev Posad).